# The Bambi Molesters

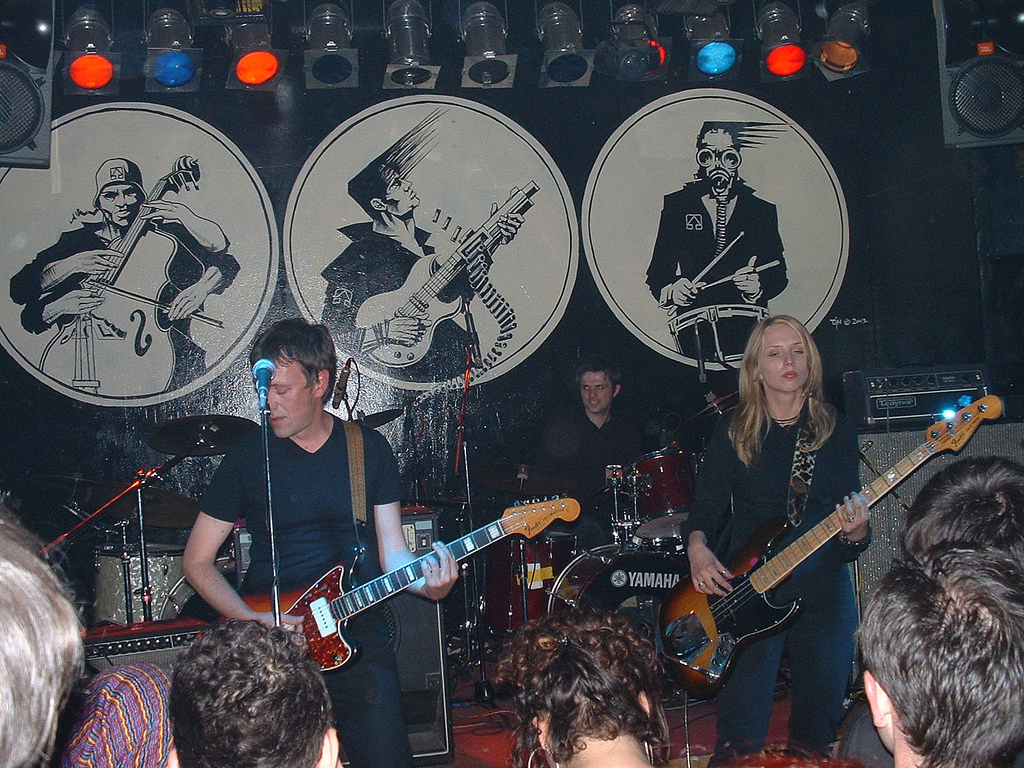

The Bambi Molesters est un groupe de surf rock originaire de Sisak en Croatie et formé en 1995.
Le groupe se produit régulièrement en Croatie et en Europe, notamment en première partie du groupe R.E.M..
Leur musique, souvent comparé à celle d'Ennio Morricone, puise son inspiration dans le mouvement surf rock classique, en évitant les références au surf rock des années 90

## Composition du groupe
- Lada Furlan Zaborac - Guitare basse
- Hrvoje Zaborac - Percussion
- Dalibor Pavičić - Guitare
- Dinko Tomljanović - Guitare

## Albums
- The Bambi Molesters Play Out Of Tune, 1995
- Coastal Disturbance, 1996
- Dumb Loud Hollow Twang, 1997/1998
- Bikini Machines, 1998
- Intensity!, 1999
- Sonic Bullets: 13 From The Hip, 2001/2003
- Dumb Loud Hollow Twang Deluxe, 2003
- As The Dark Wave Swells, 2010

## Participation à des compilations
- Smells Like Surf Spirit, 1997
- Rolling Stone - Rare Trax, Vol. 5 Summer In The City, 1998
- Feathers, Wood & Aluminium, 1998
- Tuberider, 1999
- Monster Party 2000, 2000
- For A Few Guitars More, 2002
- Guitar Ace: Link Wray Tribute, 2003
- Bang Bang Soundtrack, 2006